# The Entertainer (canção de Scott Joplin)

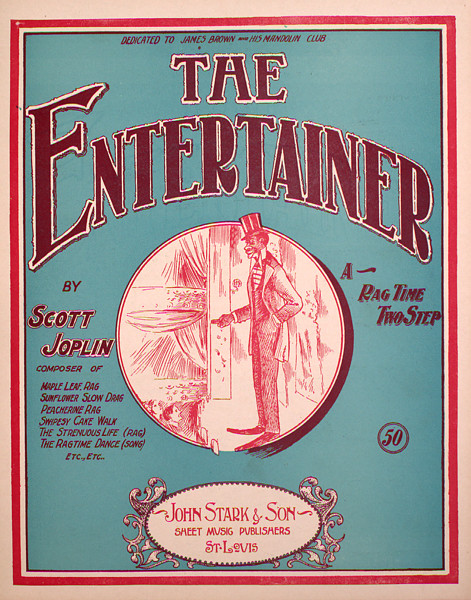
Capa do single em vinil "The Entertainer"

The Entertainer é um instrumental do gênero Ragtime composta por Scott Joplin em 1902, junto com outros sucessos como: "The Easy Winners".
Além de ter sido regravada por vários artistas como Floyd Cramer, também foi incluída no filme "The Sting" de 1973.

## Gênero musical
O Two-Step era um estilo de dança comum em composições de Ragtime, como os temas: "The Entertainer" e "Cleopha".

## Popularidade nos anos 70
O músico Joshua Rifkin gravou os instrumentais de Joplin para o álbum "Piano Rags" de 1970, o disco de vinil de 1974 com o título: "Musique du film L'Arnaque" e outros.
A Philips lançou no mesmo ano um single com "The Entertainer".
Em 1973, Marvin Hamlisch adaptou as composições para o filme "The Sting" e fez com que as melodias de piano de Joplin fossem popularizadas novamente.

## Versões
- Mutt Carey and His New Yorkers (1948)
- Eric Silk and His Southern Jazz Band (1967)
- Joshua Rifkin (1970)
- Dick Hyman (1973)
- Marvin Hamlisch (1973)
- Frank Pourcel (1974)
- Percy Faith (1974)
- Floyd Cramer (1975)
- The Royal Philharmonic Orchestra (1976)
- Ron McCroby (1986)
- Mantovani Orchestra (1993)